# 伊玛目清真寺
沙阿清真寺（波斯语: مسجد شاه)，现名伊玛目清真寺（波斯语：مسجد امام，自1979年伊斯兰革命后），是伊朗伊斯法罕的一座清真寺，位于伊玛目广场南侧。

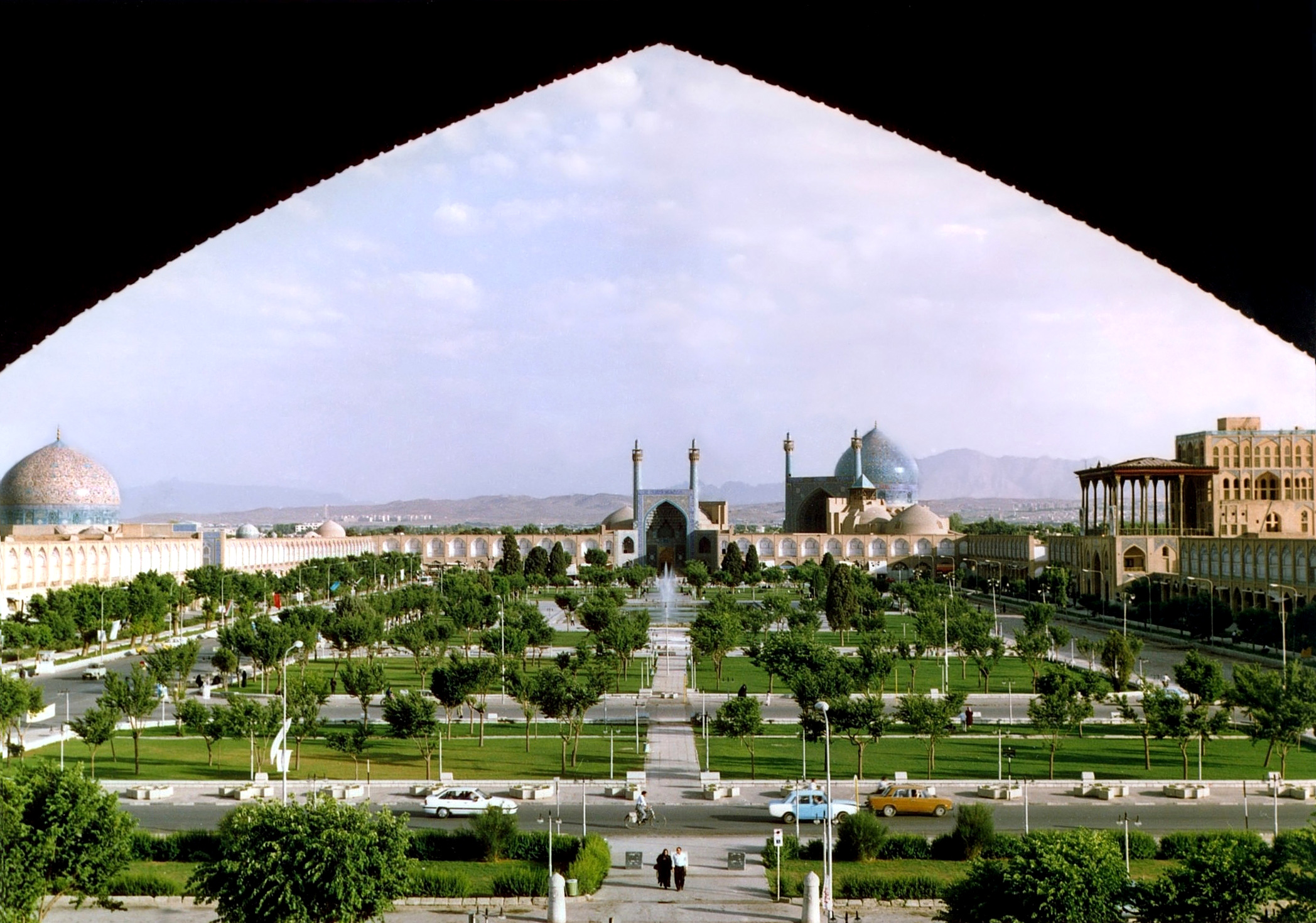
从伊玛目广场看伊玛目清真寺

伊玛目清真寺是波斯建筑的杰作。连同伊玛目广场，已被列为世界遗产.。它始建于1611年，由萨非王朝的沙阿阿拔斯一世下令修建。

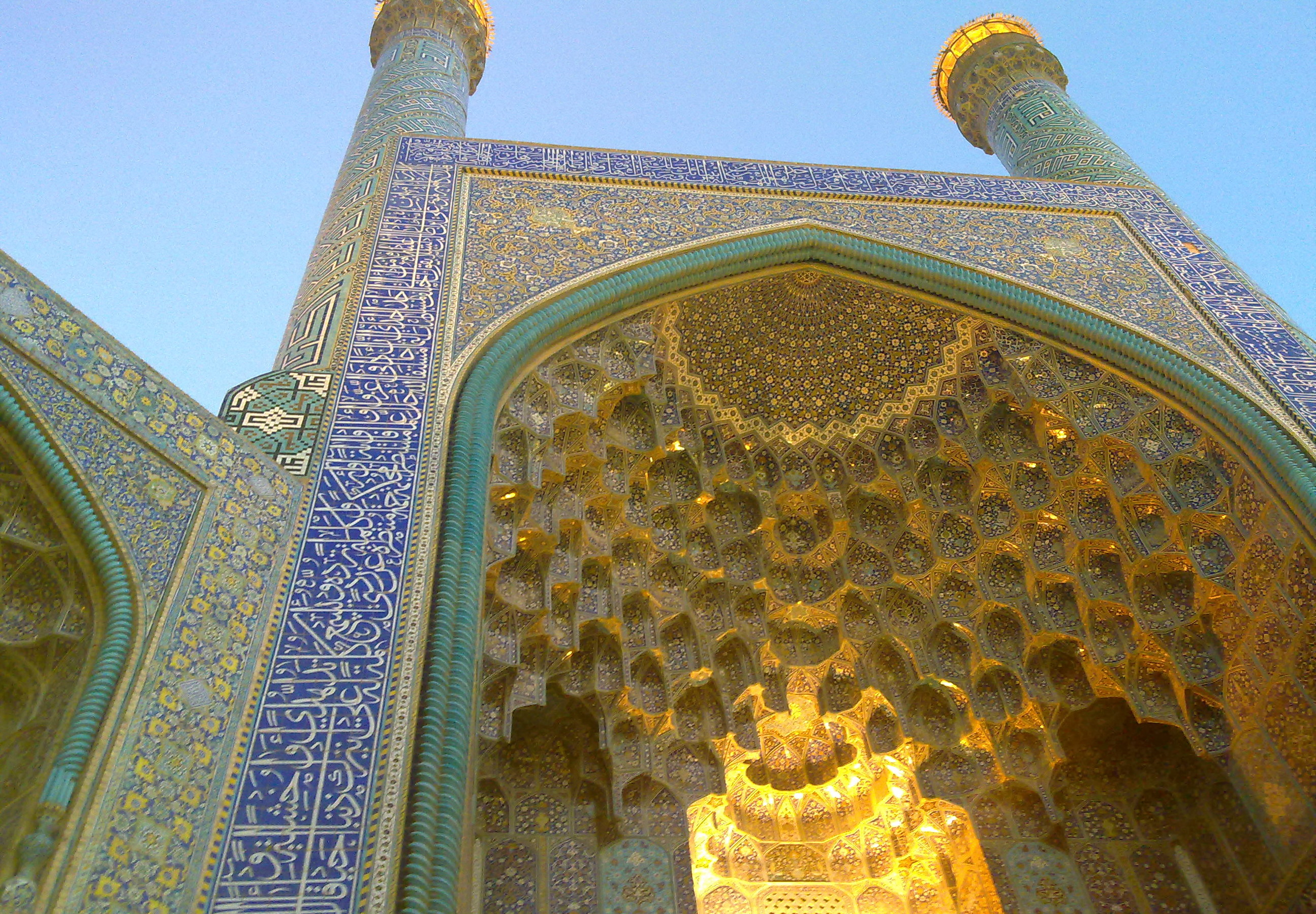
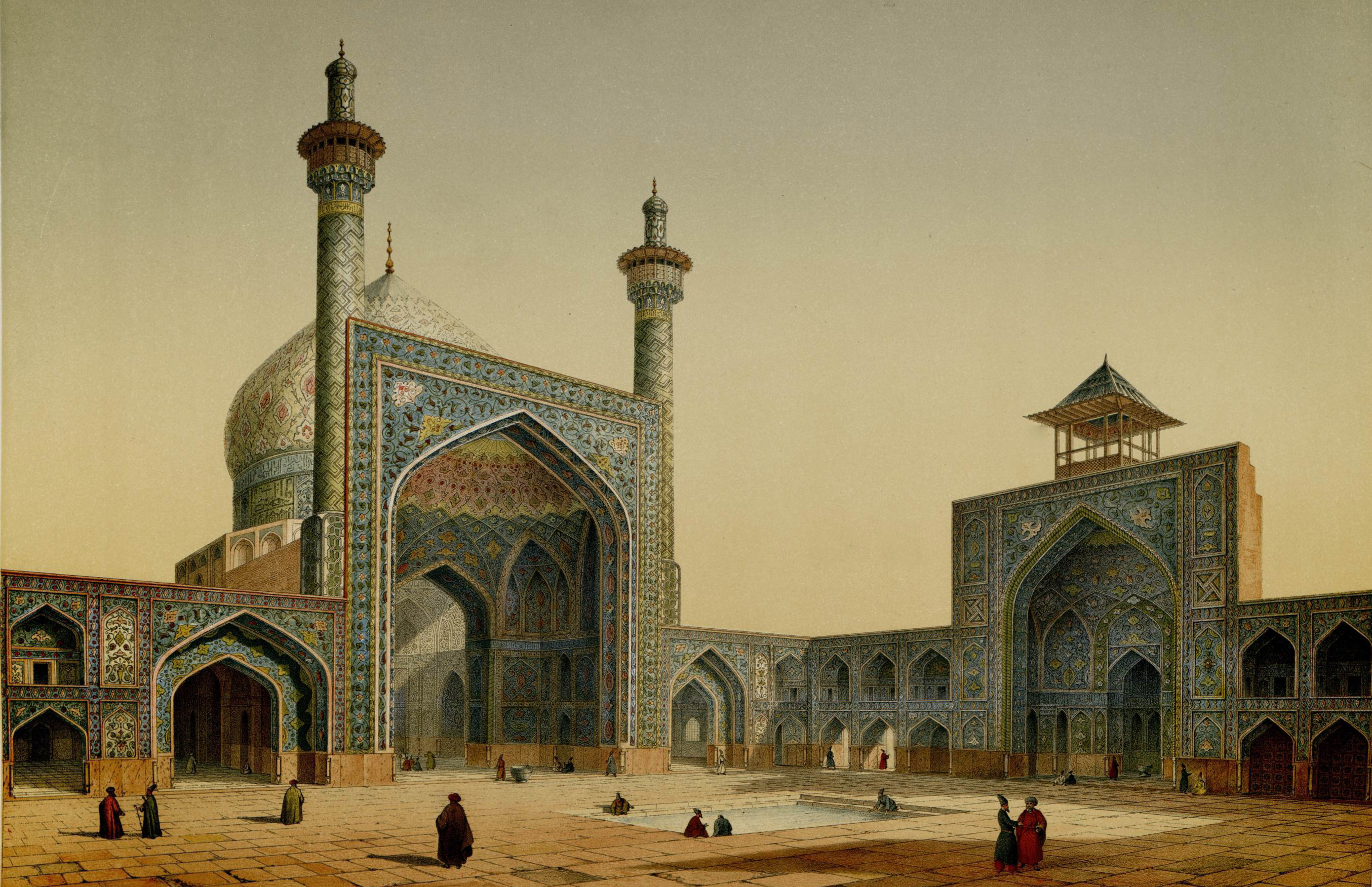
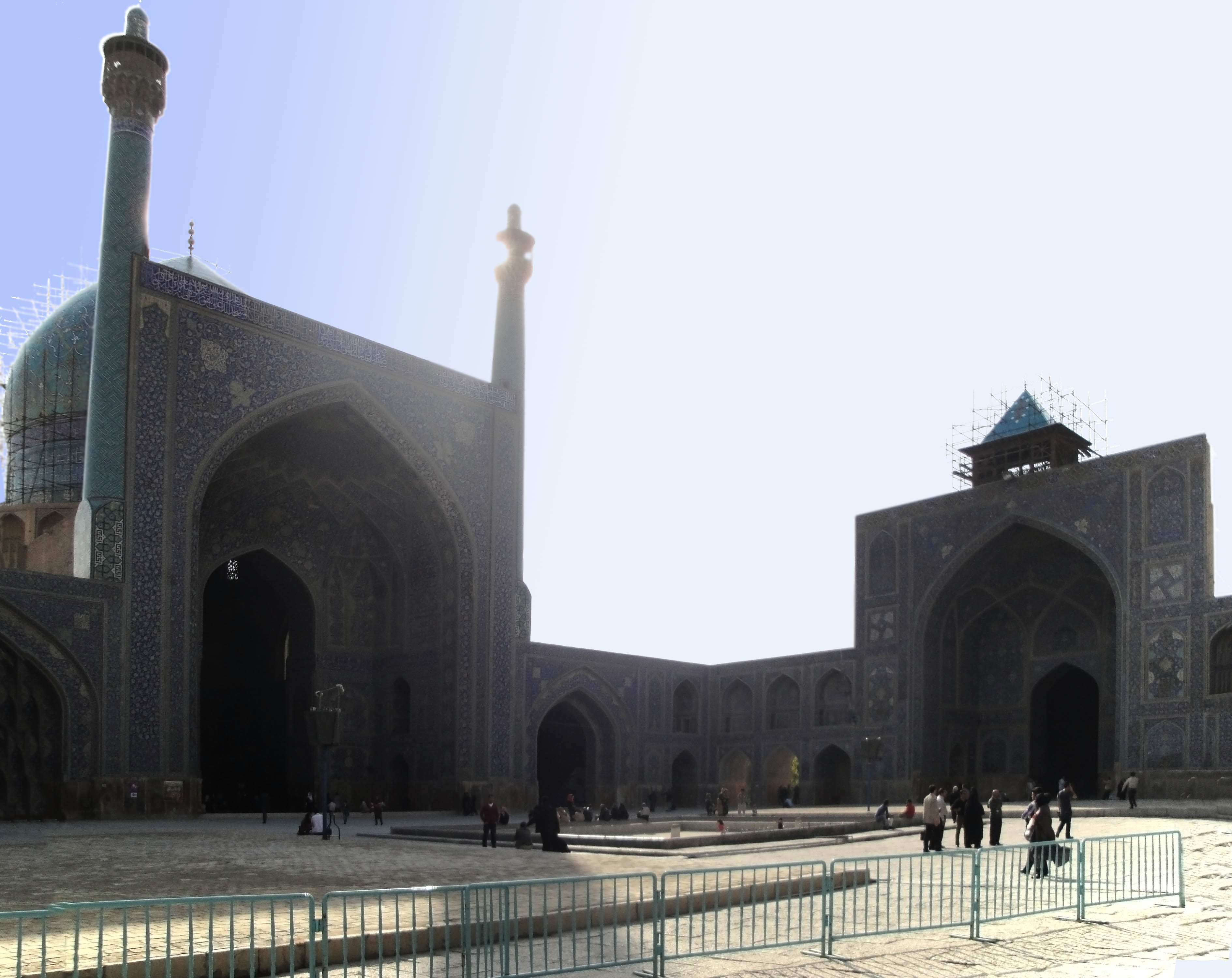
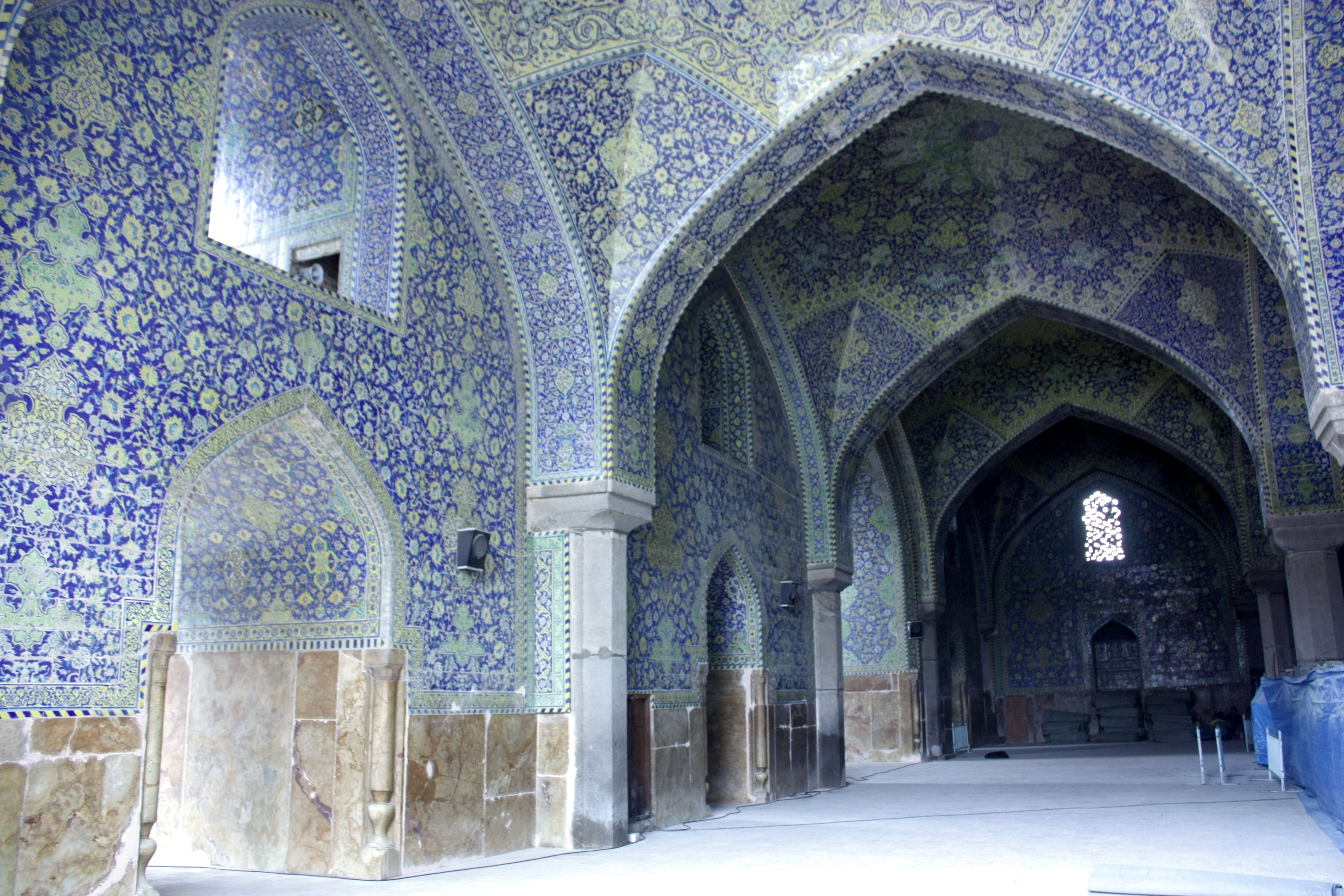
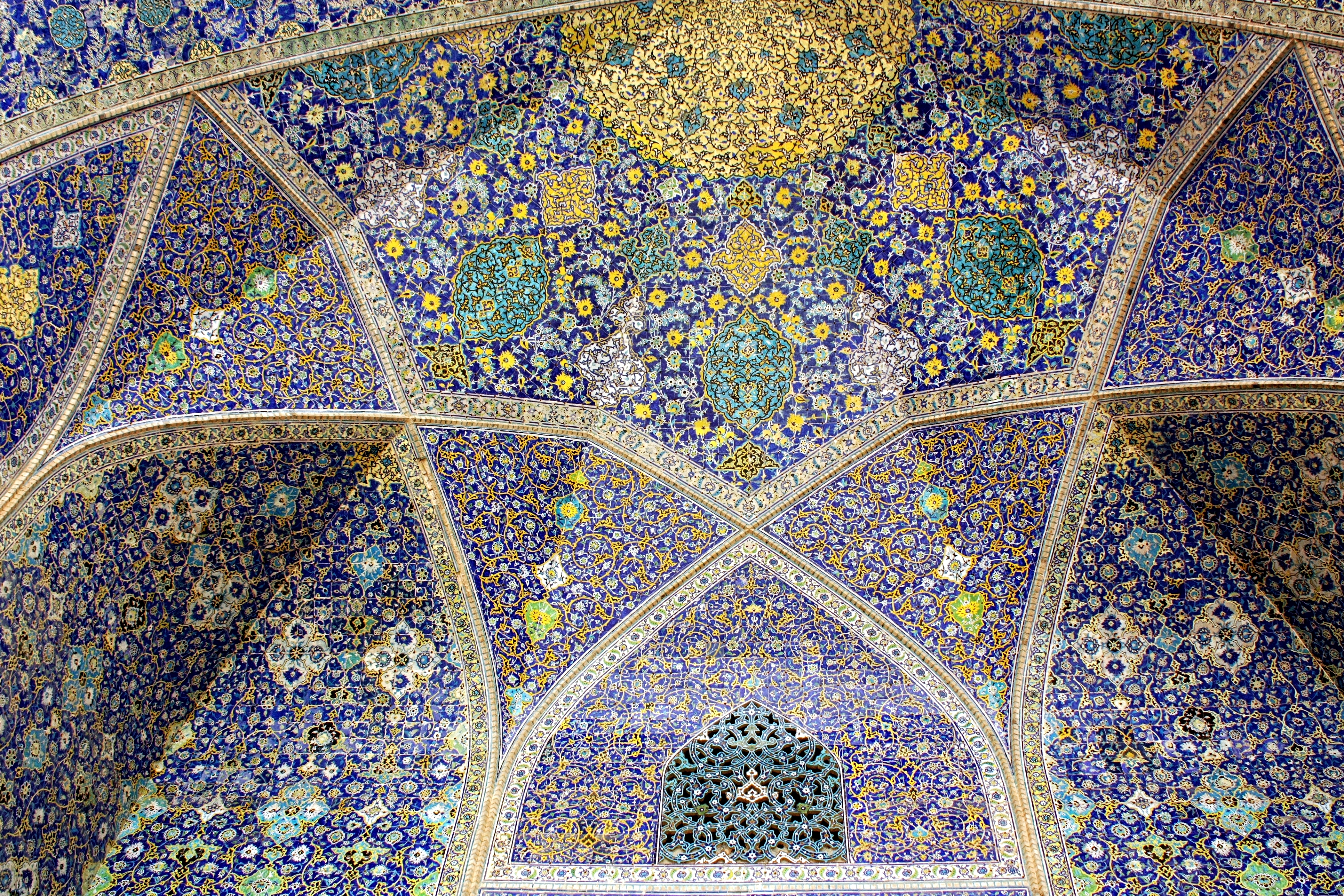
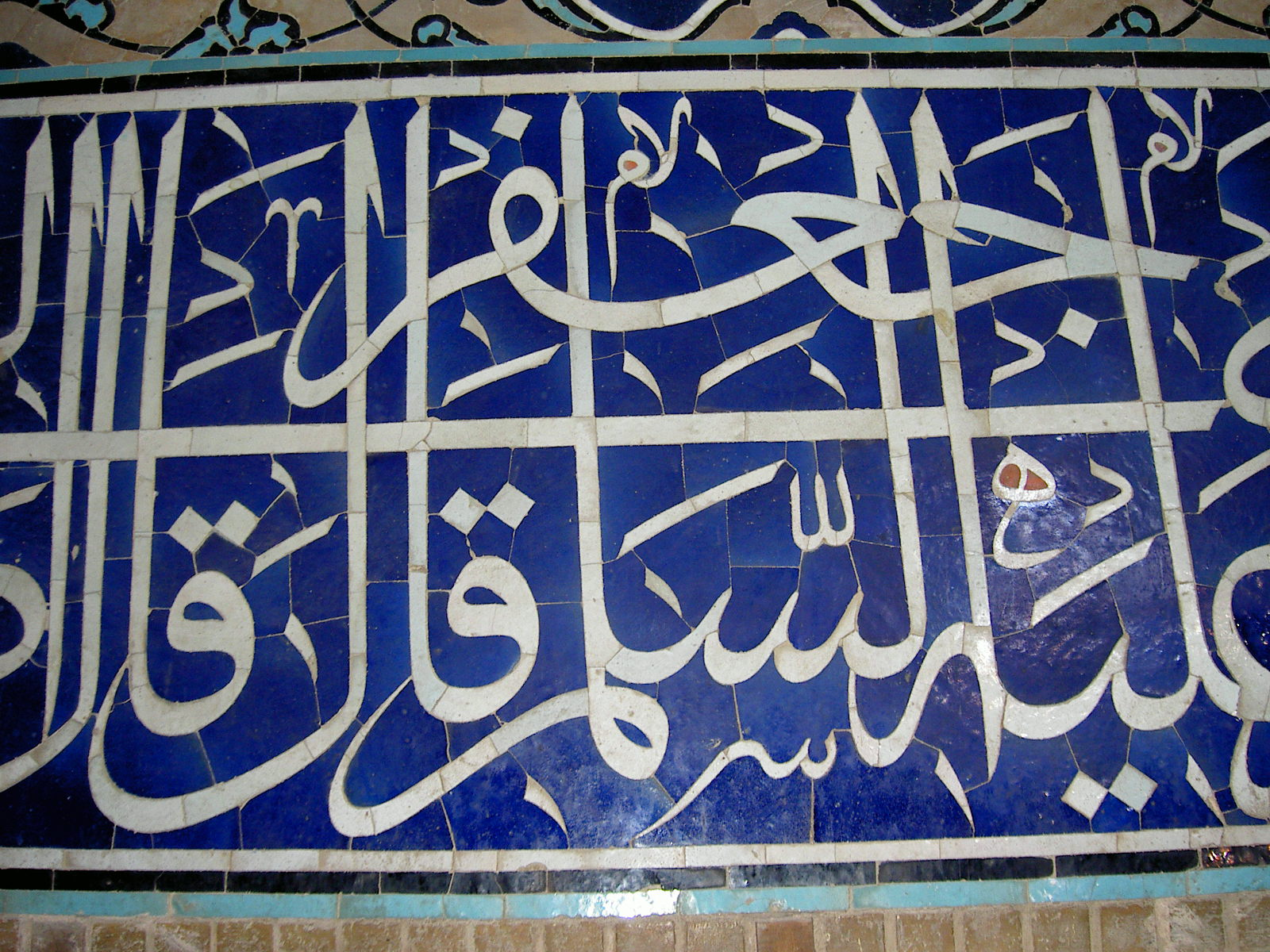
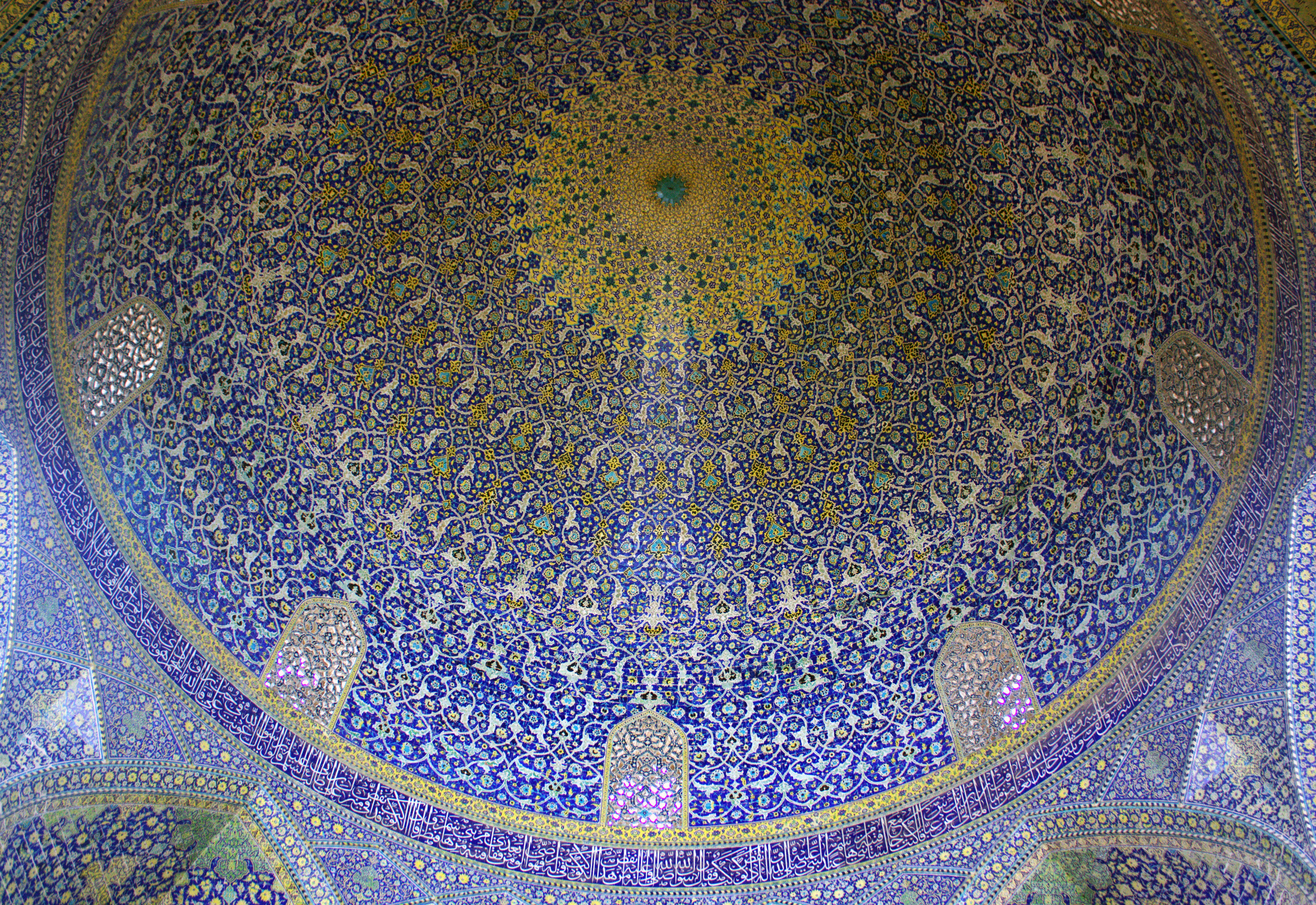
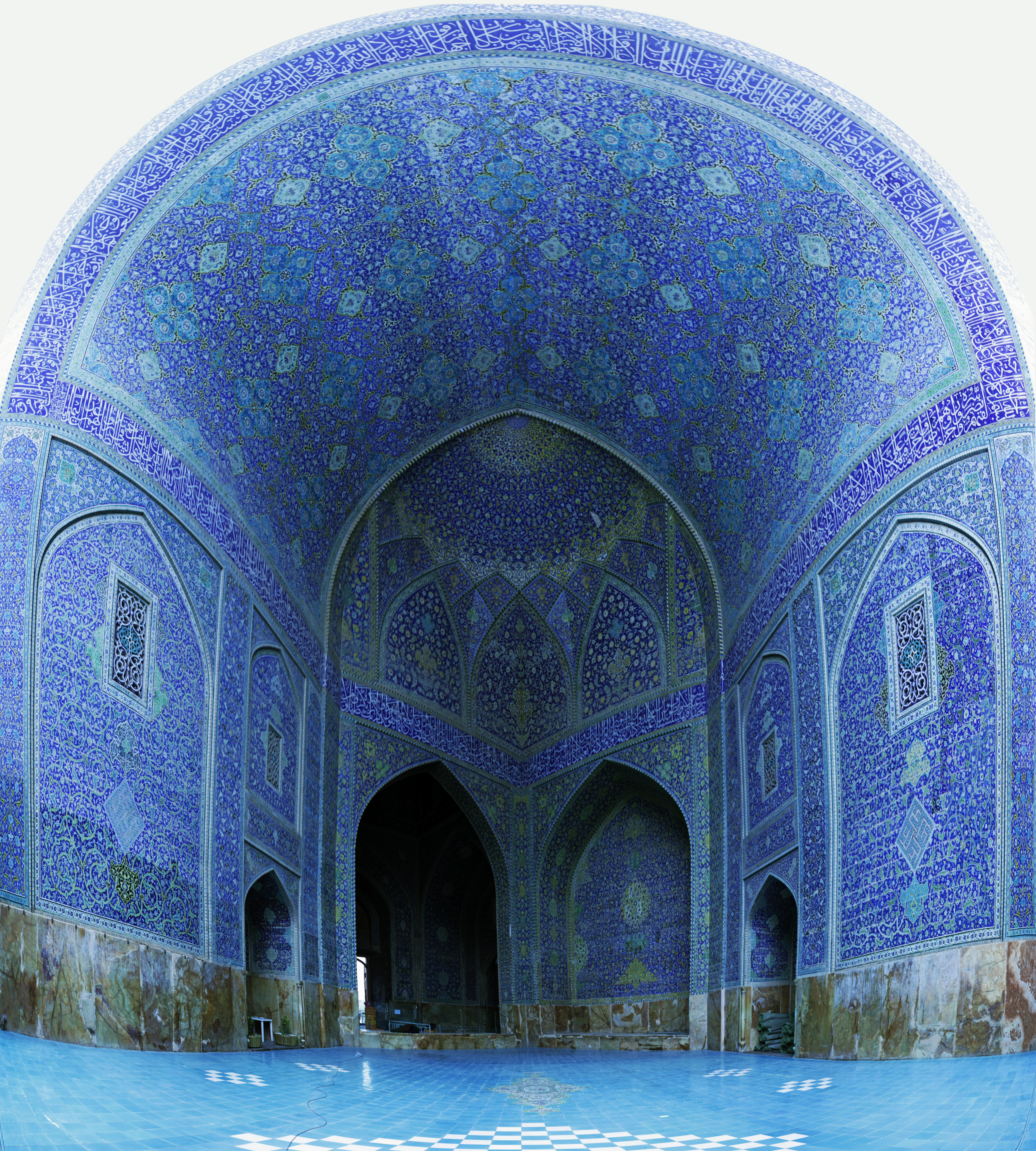
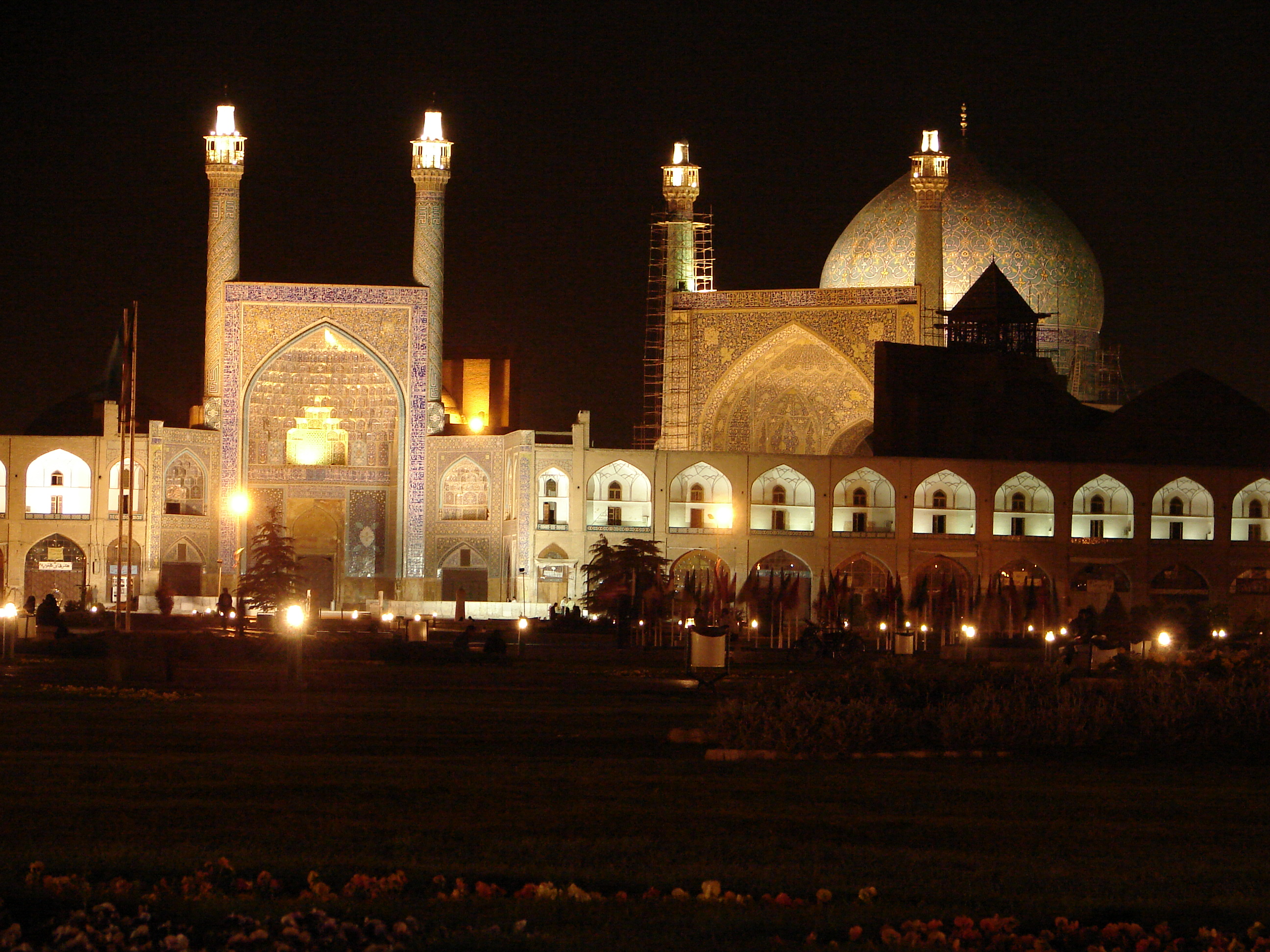
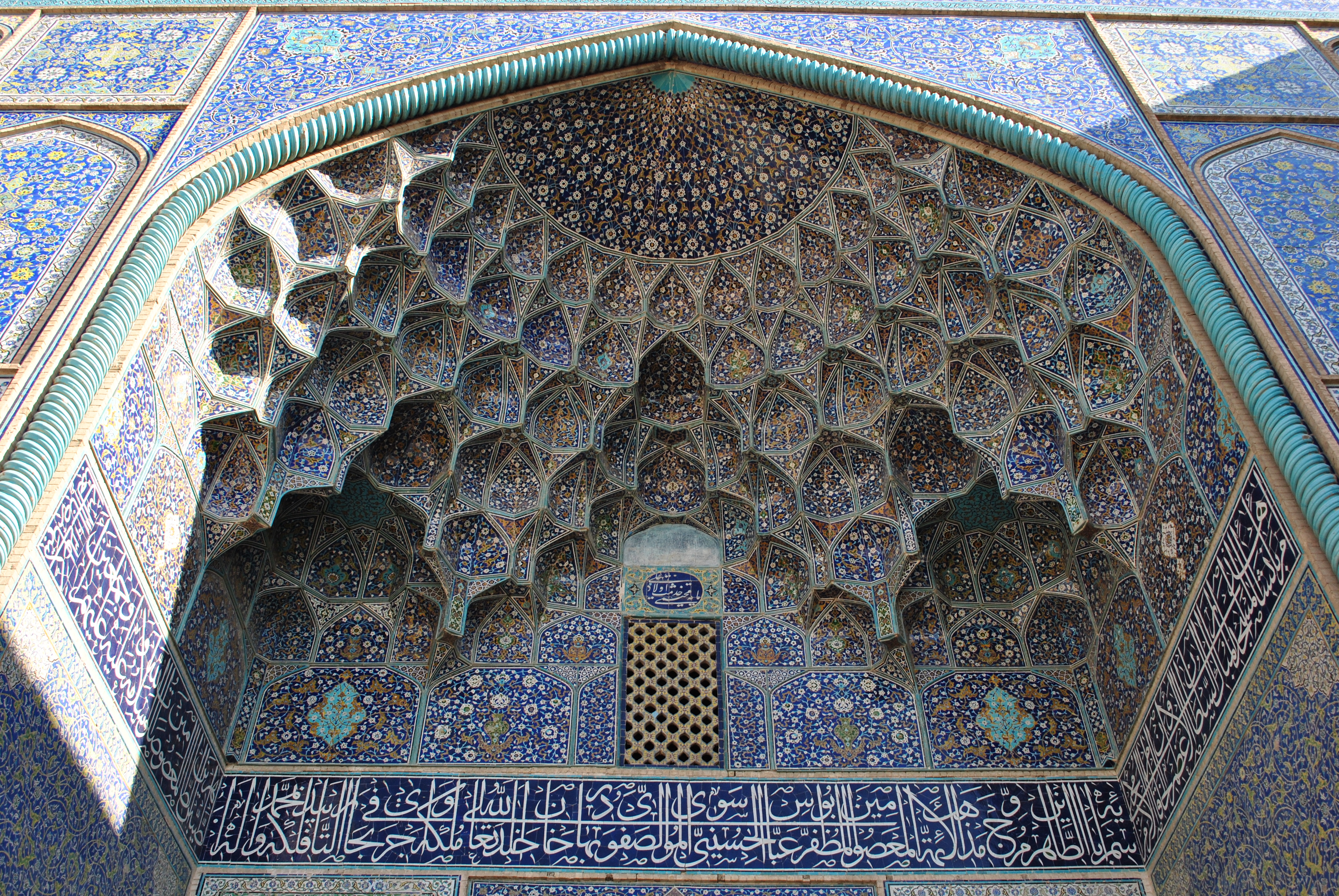
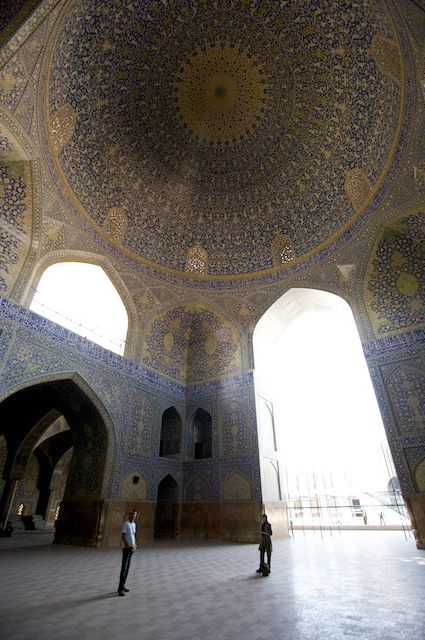
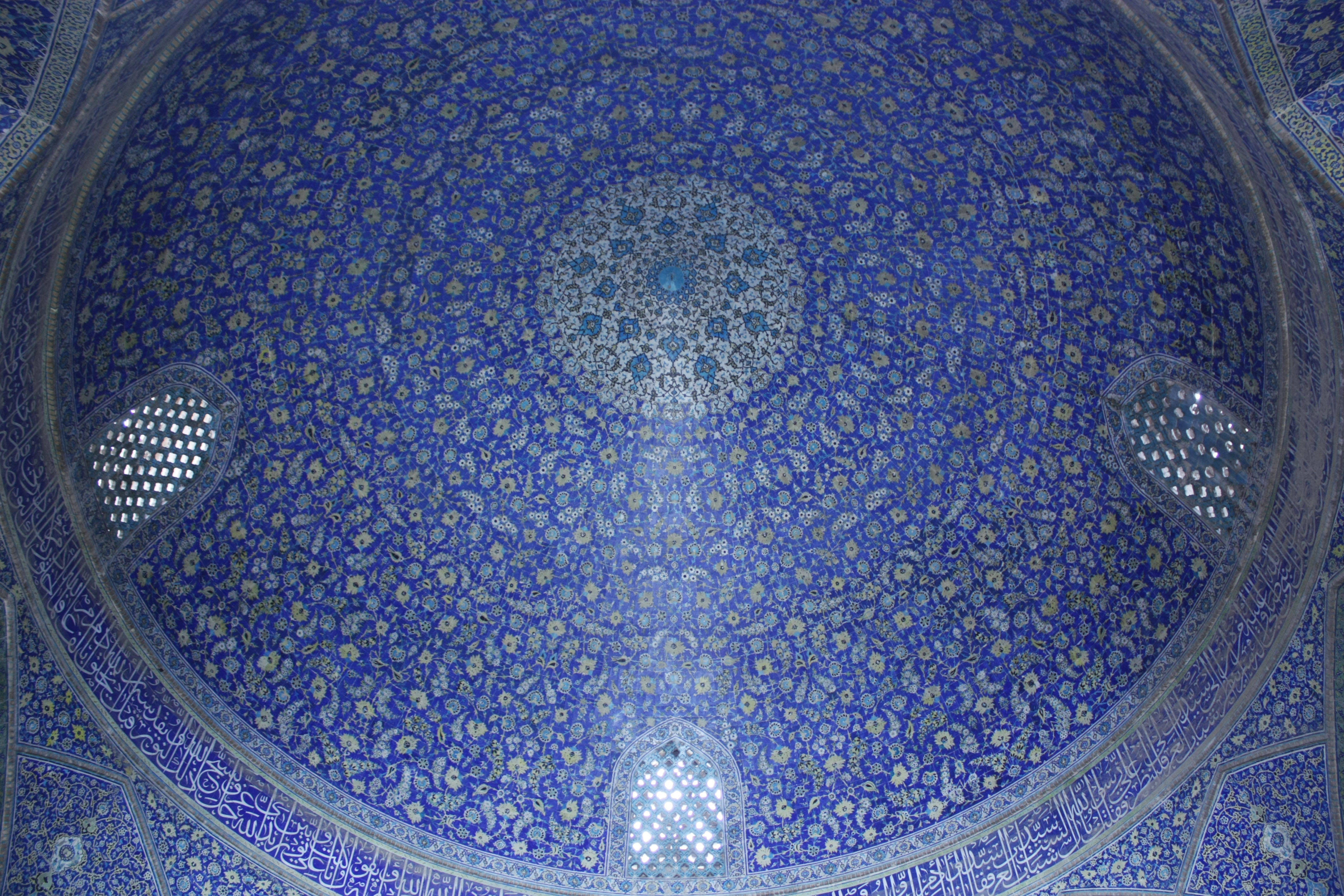
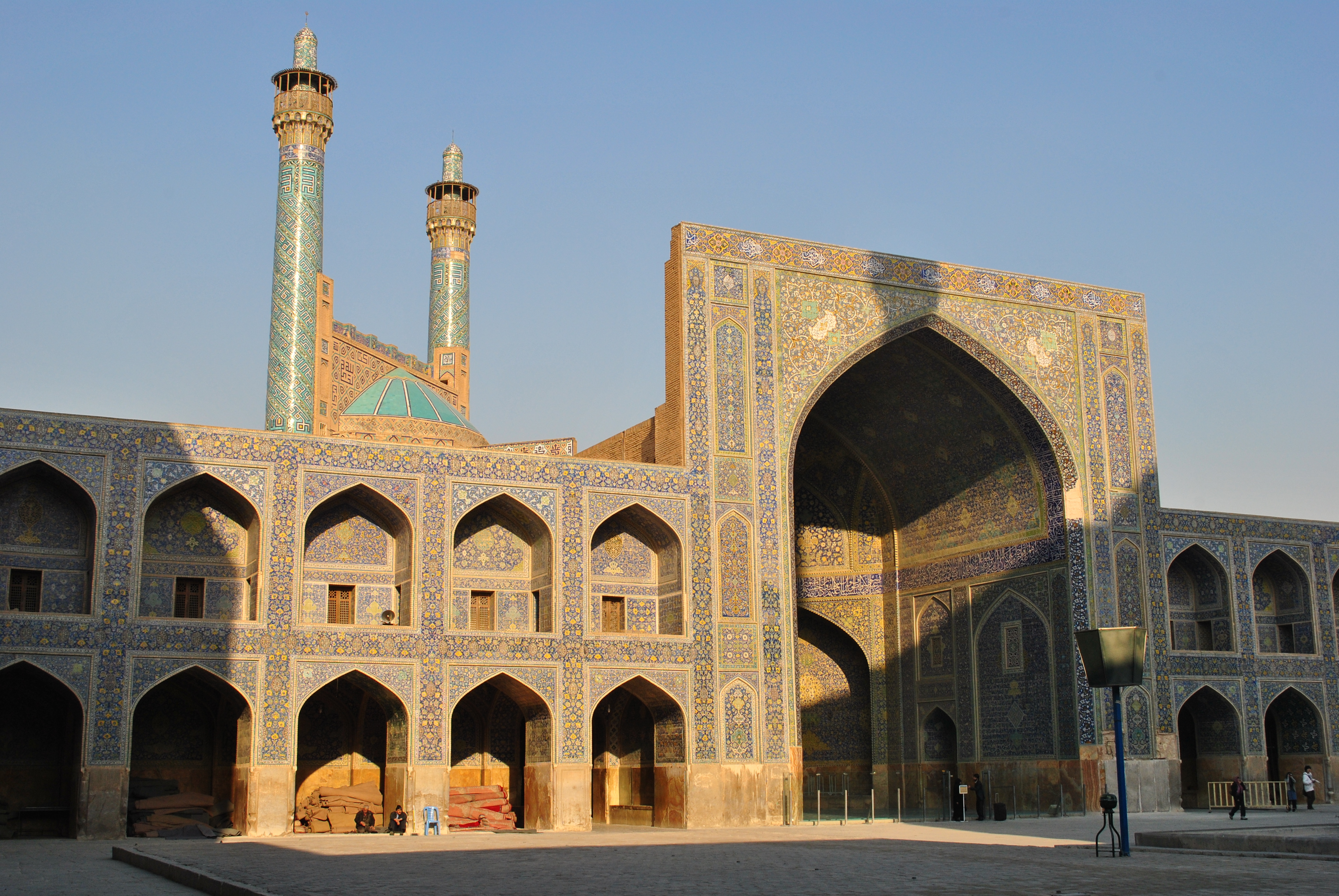